# U.S. Robots and Mechanical Men, Inc.
US Robots and Mechanical Men, Inc. — назва вигаданої корпорації, котра в XXI столітті випускає роботів у циклі новел та науково-фантастичних оповідань Айзека Азімова.
Згідно з сюжетом, компанія заснована 1982 року Лоуренсом Робертсоном (англ. Lawrence Robertson), що надалі став директором корпорації.
Айзек Азімов описує відкриття, які були здійснені співробітниками «US Robots»: 1996 — робот-нянька, 2002 — перший рухомий робот, що міг говорити, позитронні мозкові зв'язки.
У 2003—2007 роках більшість урядів на Землі заборонили використовувати роботів з будь-якою метою, окрім для наукових цілей. З огляду на це «US Robots» почала створювати різноманітні промислові роботи та постачати їх на позаземні ринки.
Серед співробітників:
- доктор роботопсихології Сьюзен Келвін (англ. Susan Calvin)
- Пітер Богерт (англ. Peter Bogert) — головний математик «U.S. Robots»
- доктор Альфред Леннінг (англ. Alfred Lanning) — науковий керівник проєктів «U.S. Robots»
- містер Стразерс — управляючий
- Мілтон Еш — наймолодший із керівництва «U.S. Robots»
- Грегорі Пауелл та Майкл Донован (англ. Greg Powell and Mike Donovan), Сем Івенс і Франц Мюллер — польові співробітники «U.S. Robots», здійснюють випробовування експериментальних моделей перед початком їхнього використання чи запуском серійного виробництва
- Джеральд Блек — спеціаліст з фізики поля
- генерал-майор Келлнер — керівник Спецпроєкту зі створення Гіператомного двигуна.

### Цікавинки
Компанія «U. S. Robotics» (USR) свою назву отримала завдяки творам Азімова. Генеральний директор Кейсі Коуелл заявив на конвенції BBS, що вони назвали компанію як данину поваги Азімову і тому, що в його науковій фантастиці U.S. Robotics стала «найбільшою компанією у всесвіті».